# Mustafa Yamolki

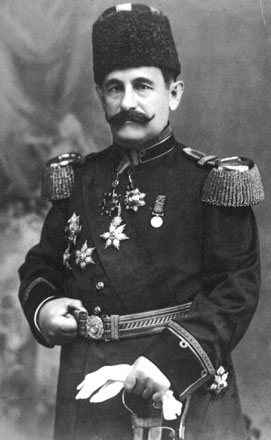
Mustafa Yamolki

Mustafa Pascha Yamolki (* 25. Januar 1866 in Süleymaniye, Vilâyet Mossul; † 25. Mai 1936 ebenda), auch bekannt als Nemrud oder Nimrod Mustafa Pascha, war ein osmanischer Militäroffizier kurdischer Abstammung, Vorsitzender des osmanischen Militärgerichtshofs während der Unionistenprozesse 1919–1920, Bildungsminister des Königreichs Kurdistan und Journalist. Er kommandierte im Range eines Mîrlivâ (Brigadegeneral) die osmanische 3. Armee im Italo-Türkischen Krieg sowie in den Balkankriegen und war Vizegouverneur von Bursa.

## Leben
Mustafa Yamolki wurde in eine landbesitzende Familie aus dem mächtigen kurdischen Bilbaz-Stamm hineingeboren und besuchte die Osmanische Militärakademie in Istanbul.

Als Vorsitzender des Osmanischen Militärgerichtes (seit seiner Gründung im Februar 1919), das daher auch „Kriegstribunal des Nemrut Mustafa“ genannt wurde, verurteilte er den späteren türkischen Staatsgründer Mustafa Kemal Atatürk und alle mit ihm verbundenen Personen in Abwesenheit zu Tode. Er verurteilte auch Talât, Enver und Dschemal wegen ihrer Rolle im Völkermord an den Armeniern und an den Assyrern sowie bei den Massakern an den Pontosgriechen zum Tode. Nemrud Mustafa Pascha war bemüht, Verbrechen und Korruptionsskandale des Osmanischen Reiches während des Ersten Weltkrieges aufzudecken:

„Unsere Landsmänner begingen unerhörte Verbrechen, griffen auf alle denkbaren Methoden des Despotismus zurück, organisierten Deportationen und Blutbäder, gossen Gas über Säuglinge und verbrannten sie, vergewaltigten Frauen und Mädchen vor ihren Eltern, deren Hände und Füße angefesselt waren, nahmen Mädchen vor ihren Eltern und Vätern weg, enteigneten persönliches Eigentum und Immobilien, fuhrten Menschen bis nach Mesopotamien und behandelten sie auf dem Weg unmenschlich ... sie setzten Tausende von unschuldigen Menschen in Boote, die im Meer versenkt wurden ... sie versetzten die Armenier in die unerträglichsten Bedingungen, die keine andere Nation jemals in ihrer Geschichte kannte.“

 Seine Haftbefehle wurden von Ali Kemal Bey, Damat Ferid und dem Sultan unterzeichnet. Er verurteilte auch Ebubekir Hazim (Tepeyran), den Innenminister, wegen seiner Unterstützung der Kemalisten. Mithilfe des Richters Artin Boşgezenyan wurde der Kaymakam von Boğazlıyan, Mehmed Kemâl, zum Tode verurteilt. Yamolki wurde von seinem Amt im Juni entlassen.
Wegen seiner offenen Vorwürfe gegen die Massaker an den Armeniern wurde Nemrud Mustafa Pascha Yamolki von den Nationalisten zu drei Jahren Gefängnis verurteilt. Die Urteile, die er gegen verschiedene türkische Offizielle ausgesprochen hatte, wurden aufgehoben. Er wurde von den Kemalisten inhaftiert, jedoch schritt die britische Botschaft ein und sicherte ihm freies Geleit nach Kurdistan. Er hinterließ seinen Palast in Istanbul, der von den Kemalisten  übernommen wurde.
Sein Schwager war Izzet Bey, der ehemalige Gouverneur von Van und Minister der Frommen Stiftungen im Kabinett von Tevfik Pascha. Mustafas Sohn war Abdülaziz Yamulki, der Hauptverschwörer gegen die Regierung von Bakr Sidqī im Königreich Irak.